# Port lotniczy Holguín-Frank País
Port lotniczy Holguín-Frank País – międzynarodowe lotnisko na Kubie, zlokalizowane w mieście Holguín.